# Saint Amour
Saint Amour è un film franco-belga del 2016 diretto da Benoît Delépine e Gustave de Kervern.

## Distribuzione
Nelle sale cinematografiche italiane, il film è stato distribuito il 27 ottobre 2016 da Movies Inspired.